# Бриндизи-Монтанья
Бриндизи-Монтанья (итал. Brindisi Montagna) — коммуна в Италии, расположена в регионе Базиликата, подчиняется административному центру Потенца.
Население составляет 899 человек, плотность населения составляет 15 чел./км². Занимает площадь 59 км². Почтовый индекс — 85010. Телефонный код — 0971.
Покровителем коммуны почитается святитель Николай Мирликийский, празднование 6 декабря.